# Anisotome deltoidea
Anisotome deltoidea är en flockblommig växtart som först beskrevs av Thomas Frederic Cheeseman, och fick sitt nu gällande namn av Thomas Frederic Cheeseman. Anisotome deltoidea ingår i släktet Anisotome och familjen flockblommiga växter. Inga underarter finns listade i Catalogue of Life.